# پارک ملی تاریخی فرهنگ چاکو
پارک ملی تاریخی فرهنگ چاکو (به انگلیسی: Chaco Culture National Historical Park) از یادبود سرخ‌پوستان و میراث فرهنگی ایالات متحده آمریکا در نیومکزیکو است.
سرخ‌پوستان و مردمان باستانی پوئبلو سازنده این بناها در حدود قرن ۹ میلادی بوده‌اند.
در سال ۱۹۶۶ میلادی، این مکان بعنوان یک میراث فرهنگی ملی آمریکا ثبت گردید، و در سال ۱۹۸۷ بعنوان یک میراث جهانی یونسکو نیز به ثبت رسید.

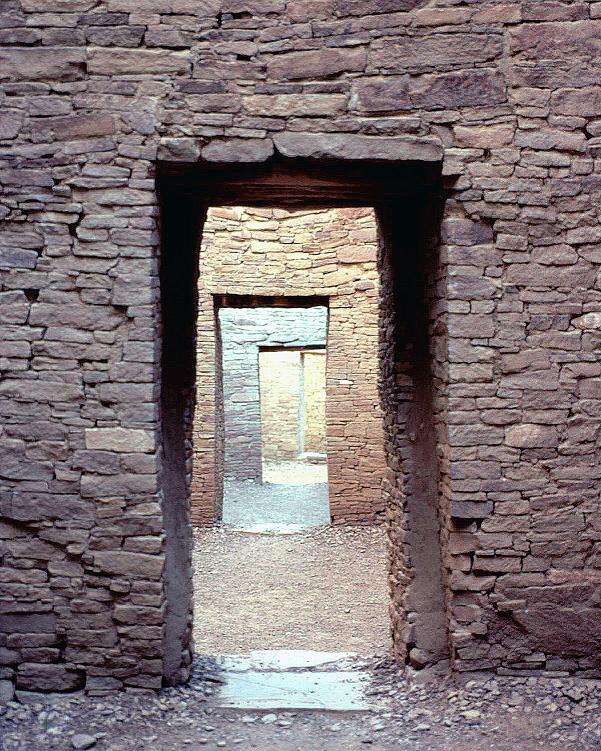